# スルファキノキサリン
スルファキノキサリン (IUPAC name: 4-Amino-N-2-quinoxalinylbenzenesulfonamide)とはコクシジウム症の治療のためにウシやヒツジに用いられる動物用医薬品の一つ。